# スペイン人の一覧
スペイン人の一覧（スペインじんのいちらん）は、現在のスペイン出身者や、スペインで大きく活動した人物の一覧。民族や宗教は問わない。在外者、歴史的な地域も含む。

## 五十音一覧
| ガリシア・アストゥリアス・カンタブリア                                                 |
| カスティーリャ（ラ・マンチャ・レオン・マドリー）                                       |
| エストレマドゥーラ・アンダルシア・ムルシア・セウタ＆メリージャ・カナリア、ジブラルタル |
| -------------------------------------------------------------------------------------- |

### ア
- マヌエル・アサーニャ - 政治家
- エレナ・アナヤ - 女優
- ホセ・マヌエル・アバスカル - 陸上競技選手
- アブラバネル家
  - イェフダ・レオネ・アブラバネル（レオ・ヘブラエウス） - ユダヤ教徒
  - イサアク・アブラバネル - ユダヤ教徒のカスティーリャ国務大臣、ナポリ・ヴェネツィア高官。聖書註解学が後世に影響
- アレハンドロ・アメナバル - 映画監督
- イブン・アルアッワーム - 農学・植物学者
- ペドロ・アルモドバル - 映画監督
- イブン・ファラディー - バレンシア裁判官（カーディー）
- マテオ・アレマン - 小説家
- フェルナンド・アロンソ - F1ドライバー　2005・2006年チャンピオン
- フェルナンド・イエロ - サッカー選手
- アレックス・デ・ラ・イグレシア - 映画監督
- ミゲル・インドゥライン - 自転車プロロード選手　ツール・ド・フランス5勝
- アブラハム・イブン・エズラ - ユダヤ教徒の哲学・数学・天文学・医学者。聖書註解学の黄金時代
- モーゼス・イブン・エズラ - ユダヤ教徒の詩人
- ムハンマド・イブン＝ルシュド（アベロエス） - 哲学者・医学者
- ムヒー・アッディーン・ムハンマド・イブン・アル＝アラビー（イブン・アラビー） - イスラム神秘思想家
- アントニオ・デ・ウジョーア - 軍人・探検家
- アントニオ・ロペス・シエラ - 死刑執行人
- ビクトル・エリセ - 映画監督
- トニ・エリアス - MOTOGPライダー

### カ
- ヨセフ・カロ - ユダヤ教徒の哲学者・タルムード学者。「シュルハン・アルーフ」
- エイドリアン・カンポス - F1ドライバー
- イブン・アル・クーティーヤ - 詩文・文法学・伝承学など。ゴート人系の家系。
- フアン・グリス - 画家
- ペネロペ・クルス - 女優
- エルナン・コルテス - コンキスタドール
- モーセ・コルドベロ
- ラウル・ゴンサレス - サッカー選手
- ハビエル・カスティリェホ - プロボクサー。元世界チャンピオン。

### サ
サ
- イブン・サイード - 歴史家・詩人・地理学者
- カルロス・サインツ - ラリードライバー
- カルロス・サインツJr. - F1ドライバー
- カルロス・サウラ - 映画監督
- ホセ・ルイス・ロドリゲス・サパテーロ - 政治家
- アレハンドロ・サンス - ポピュラー歌手
- セルジオ・サンチェス - 陸上競技選手

シ
- フアン・デ・ラ・シエルバ - 航空エンジニア
- シッド（エル・シッド、ロドリーゴ・ディアス・デ・ビバール） - レコンキスタにおけるスペインの英雄
- イブン・ジュバイル - 旅行家

ス
- ルイス・スアレス - サッカー選手
- イブン・ズフル（アベンゾアル、アブホメロン） - 医者

セ
- アラセリ・セガーラ - 登山家、ファッションモデル
- ミゲル・デ・セルバンテス - 作家。「ドン・キホーテ・デ・ラ・マンチャ」の著者。
- ミシェル・セルヴェ - 医者・神学者
- セテ・ジベルナウ - 元MOTOGPライダー

ソ

### タ
- アブラハム・イブン・ダウド - ユダヤ教徒の哲学者
- サルバドール・ダリ - 画家
- カルロス・チェカ -WSBライダー
- エミリオ・デ・ヴィロタ - F1ドライバー
- マリーア・デ・ヴィロタ - レーシングドライバー
- ペドロ・デ・ラ・ロサ -　F1ドライバー
- アビラのテレサ - ローマ・カトリック教会の神秘家
- 聖ドミニコ（ドミニクス、ドミンゴ・デ・グスマン） - ドミニコ会を創設
- プラシド・ドミンゴ - テノール歌手
- トラヤヌス - ローマ皇帝
- フェルナンド・トーレス - サッカー選手
- コスメ・デ・トーレス - イエズス会宣教師
- イブン・トゥファイル - 哲学者・医師
- トマティート - ギタリスト
- ダニ・ペドロサ - MOTOGPライダー

### ナ
- ラファエル・ナダル - テニス選手
- エドゥアルド・ノリエガ - 俳優

### ハ
- ハカム2世 - イスラム教徒。
- マリア・バスコ - 陸上競技選手
- イブン・ハズム - 神学者・法学者・歴史家・詩人
- イブン・アル＝ハティーブ - ナスル朝ワジール
- ハミルカル・バルカ - フェニキア人
- ユダ・ハ＝レヴィ - ユダヤ教徒の律法学者・哲学者・詩人。ギリシア哲学・キリスト教・イスラム教を批判。
- フランシスコ・フランコ - 軍人、政治家
- ハビエル・バルデム - 俳優
- アントニオ・バンデラス - 俳優
- パブロ・ピカソ - 画家
- フランシスコ・ピサロ - コンキスタドール
- ダビッド・ビスバル - 歌手
- ラビ・イツハク・ファーシー（アルファーシー、アルパーシー） - ユダヤ教徒。タルムード学者。リフ版タルムード。
- マヌエル・デ・ファリャ - 作曲家
- マリアム・ブディア - 著述家
- ルイス・ブニュエル - 映画監督
- マノロ・ブラニク - シューズ・デザイナー
- ラファエル・フリューベック・デ・ブルゴス - 指揮者。
- ロペ・デ・ベガ - 劇作家・詩人
- ガパス・ベガ - 女優
- グスタボ・アドルフォ・ベッケル - 詩人、作家
- デ・ラ・ペーニャ - サッカー選手
- ディエゴ・ベラスケス - 画家
- ディエゴ・ベラスケス・デ・クエリャル - コンキスタドール
- トゥデラのベンヤミン - ユダヤ教徒のラビ・旅行家。インド・イラク・イエメン・地中海諸国などを旅行。
- ホルヘ・ロレンソ - MOTOGPライダー

### マ
- マイモニデス - ラビ
- マルクス・ワレリウス・マルティアーリス（マルティアーリス） - ローマの詩人
- フェレ・マルティネス - 俳優
- バルトロメ・エステバン・ムリーリョ - 画家
- フリオ・メデム - 映画監督
- イオリッツ・メンディザバル - 騎手

### ヤ
- 十字架のヨハネ

### ラ
- ディエゴ・ライネス - コンベルソ。イエズス会第二代総会長。
- アフマド・イブン・アブド・ラッビフ - 宮廷詩人
- アリシア・デ・ラローチャ - ピアニスト
- ホセ・デ・リベーラ - 画家
- パコ・デ・ルシア - ギタリスト
- ビガス・ルナ - 映画監督
- ハインリヒ・ロスマン・レーヴェ - ファッションブランド・ロエベの創設者。
- モーシェ・デ・レオン - ユダヤ教徒。ゾーハル
- ジョナタン・ロペス・ロドリゲス - 蹴球選手。
- ミゲル・アンヘル・ロペス - 陸上競技選手
- フェルナンド・デ・ロハス - コンベルソの作家。
- マリヤ・ウラジーミロヴナ・ロマノヴァ - ロシア帝位請求者。ホルシュタイン＝ゴットルプ＝ロマノフ家の家長であったウラジーミル・キリロヴィチ・ロマノフの孫に当たる

### ワ
- ニコラス・ワイズマン枢機卿 - カトリックのウェストミンスター司教
- レオノーラ・ワトリング - 女優

### ン
- テオドロ・オビアン・ンゲマ - 旧スペイン領ギニア。現赤道ギニア共和国大統領。

## カタルーニャ人の一覧
| 大カタルーニャ；カタルーニャ語・バレンシア語圏 |
| ピレネー＝ゾリアンタル県とペルピニャン         |
| アラゴン・バレアルス・バレンシア               |
| 英語版List of Catalansも参照                   |
| ---------------------------------------------- |

- ウエスカのアブー・タウル
- カルメン・アマヤ - フラメンコ・ダンサー。ロマ。
- スライマーン・アル＝アラビー
- ハイメ・アルグエルスアリ - レーシングドライバー
- イサーク・アルベニス - 作曲家。
- ヨセフ・アルボ - ユダヤ教徒のラビ・哲学者。
- ソロモン・イブン・ガビーロール（アビケブロン） - ユダヤ教徒の新プラトン派哲学者・詩人。中世ヨーロッパ思想に影響。
- バフヤ・イブン・パクダ - ユダヤ教徒。
- アントニ・ガウディ - 建築家
- ロベール・カザドシュ
- パブロ・カザルス（パウ）
- キャサリン・オブ・アラゴン
- ホセ・カレーラス（ジョゼップ・カレラス）
- グエイ（グエル）家 
  - エウゼビウ・グエイ（エウセビオ・グエル） - アントニ・ガウディの支援者。
- エンリケ・グラナドス - 作曲家
- マリアノ・グルエイロ - 作家・写真家・映画製作者
- ハスダイ・クレスカス - ユダヤ教徒のスコラ学者。「神の光」
- ゲルソニデス - ユダヤ教徒の哲学者・数学者。「神の戦」
- フアン・アントニオ・サマランチ（ジョアン・アントニ・サマランク）
- アランチャ・サンチェス（ビカリウ、ビカリオ）
- ジョルディ・ジェネ - レーシングドライバー
- マルク・ジェネ - レーシングドライバー。ジョルディの弟
- ジョゼップ・グアルディオラ - 元サッカー選手
- カルレス・プジョル - 元サッカー選手
- シャビ・エルナンデス・エルナンデス - サッカー選手
- ビクトル・バルデス - サッカー選手
- ジェラール・ピケ - サッカー選手
- パウ・ロペス - サッカー選手
- パウ・ガソル - バスケットボール選手
- マルク・ガソル - バスケットボール選手
- リッキー・ルビオ - バスケットボール選手
- フェルナンド・ソル（フェルナンドゥ）
- コスメ・デ・トーレス - イエズス会宣教師
- アントニ・タピエス - 現代芸術家
- サルバドール・ダリ - 画家
- フランシスコ・デ・ゴヤ - 画家
- ラファエル・デル・リエゴ・イ・ヌニェス - 将軍・自由主義政治家
- ビクトリア・デ・ロス・アンヘレス - ソプラノ歌手
- モーシェ・ベン・ナフマン・ジェロンディ（ナフマニデス） - ユダヤ教徒のラビ・哲学者・聖書注解・カバラ研究家。
- ペレ・ボシュ＝ジンペラ（ペレ・ボッチュ・ヒンペラ）
- ジョアン・ミロ - 画家
- ジョルディ・モリャ - 俳優
- フェデリコ・モンポウ - 作曲家。
- ホセ・ヨンパルト - 法哲学者
- ジョアン・ラポルタ - FCバルセロナ会長
- モーリス・ルブラン - フランス人。ペルピニャンに住む。
- ホアキン・ロドリーゴ - 作曲家

アラゴン国王の一覧

## バスク人の一覧
大バスク；バスク・ナバラ・ラリオハ・ピレネー・アトランティク
- ホセ・マリーア・アレイルサ - 政治家、外交官
- フアン・セバスティアン・エルカーノ - 探検家
- ファウスト・デ・エルヤル - 化学者
- フランシスコ・ザビエル - イエズス会宣教師
- パブロ・デ・サラサーテ - 作曲家
- モーリス・ラヴェル - 作曲家
- イグナチオ・デ・ロヨラ - イエズス会の創立者

List of Basques、バスク人、バスク語、バスク地方も参照。

## スペインで活躍した人物
- ガルバ
- ヤアクーブ・マンスール
- ヤコブ・ベン・アシェル - ユダヤ教徒。ドイツ出身。
- エル・グレコ
- クリストファー・コロンブス
- フェルディナンド・マゼラン
- 天正遣欧少年使節
- 支倉常長
- フェレンツ・プスカシュ
- 俵英三
- 大久保嘉人
- 外尾悦郎
- ホアン・リンス
- ロナウド
- ルイス・フィーゴ

## 貴族・王家
- ブルボン家
- ハプスブルク家
- オヨス家
  - ルドルフ・シュタイナー

## 架空の人物
- ドン・キホーテ
- バルログ (ストリートファイター)
- ローレンス・ブラッド

## 在外、スペイン系出自
- フィリップ・ヤルナッハ（ジャルナック）
- モーリス・ユトリロ（ユトリヨ、ウトリヨ） - ただし実父はフランス人
- イブン・ハルドゥーン
- 城田優
- 石田健人マルク - スペイン生まれ、ただし実父はベルギー人